# Аретуза
Аретуза (грч. Ἀρέθουσα, у слободном преводу „вична ратовању“) је у грчкој митологији била нимфа.

## Митологија
Била је Нереида, коју је Вергилије убрајао у сицилијанске нимфе и сматрао је божанством које је надахнуло пасторалну поезију. У њу се заљубио речни бог Алфеј са Пелопонеза. Он ју је прогањао својом љубављу све док се она није преобразила у извор на острву Ортигији, крај Сицилије. Алфеј је у виду реке стигао до тог острва и своје воде помешао са водама њеног извора. Према неким изворима, Аретуза је са Посејдоном имала сина Абанта, епонимног хероја племена Абантида.
Аретуза је и име једне од Хесперида.

## Уметност
Њен лик, окружен делфинима, често је приказиван на новцу који је коришћен у Сиракузи.